# Roumengoux
Roumengoux település Franciaországban, Ariège megyében. Lakosainak száma 169 fő (2022. január 1.). Roumengoux La Bastide-de-Bousignac, Cazals-des-Baylès, Lagarde, Mirepoix és Moulin-Neuf községekkel határos.

## Népesség
A település népessége az elmúlt években az alábbi módon változott:
| Lakosok száma | 121  | 116  | 115  | 143  | 173  | 179  | 166  | 166  | 165  | 169  |
|               | 1968 | 1982 | 1990 | 2006 | 2013 | 2015 | 2017 | 2019 | 2020 | 2022 |